# Lekkoatletyka na Letnich Igrzyskach Olimpijskich 2012 – rzut dyskiem kobiet
Rzut dyskiem kobiet – jedna z konkurencji lekkoatletycznych rozgrywanych podczas igrzysk olimpijskich w Londynie. 
Obrończynią tytułu mistrzowskiego z 2008 roku była Amerykanka Stephanie Brown Trafton. Ustalone przez International Association of Athletics Federations minima kwalifikacyjne do igrzysk wynosiły 62,00 (minimum A) oraz 59,50 (minimum B).
W 2013 odebrano srebrny medal Darji Piszczalnikowej za stosowanie niedozwolonego dopingu.

## Terminarz
Czas w Londynie (UTC+01:00)
| Data                                            | Godzina     | Zawody             |
| ----------------------------------------------- | ----------- | ------------------ |
| Piątek, 3 sierpnia 2012 Sobota, 4 sierpnia 2012 | 19:10 19:30 | Kwalifikacje Finał |

## Rekordy
Tabela prezentuje rekord świata, rekordy poszczególnych kontynentów, igrzysk olimpijskich, a także najlepszy rezultat na świecie w sezonie 2012 przed rozpoczęciem igrzysk.
|                     | Zawodnik             | Wynik | Miejsce        | Data             |
| ------------------- | -------------------- | ----- | -------------- | ---------------- |
| Rekord świata       | Gabriele Reinsch     | 76,80 | Neubrandenburg | 9 lipca 1988     |
| Rekord olimpijski   | Martina Hellmann     | 72,30 | Seul           | 29 września 1988 |
| Liderka sezonu 2012 | Darja Piszczalnikowa | 70,69 | Czeboksary     | 7 lipca 2012     |

## Rezultaty

### Eliminacje
Zawodniczki rywalizowały w dwóch grupach: A i B. Aby awansować do finału należało rzucić co najmniej 63,00 (Q).

#### Grupa A
| Poz. | Grupa | Zawodniczka                | Reprezentacja     | #1    | #2    | #3    | Rezultat | Uwagi |
| ---- | ----- | -------------------------- | ----------------- | ----- | ----- | ----- | -------- | ----- |
| 1    | A     | Yarelis Barrios            | Kuba              | x     | 65.94 | -     | Q        |       |
| 2    | A     | Li Yanfeng                 | Chiny             | 59.69 | 64.48 | -     | Q        |       |
| 3    | A     | Dani Samuels               | Australia         | 60.02 | x     | 63.97 | Q        | SB    |
| 4    | A     | Krishna Poonia             | Indie             | x     | 63.54 | -     | Q        |       |
| 5    | A     | Ma Xuejun                  | Chiny             | 62.66 | 60.49 | 62.18 | q        |       |
| 6    | A     | Mélina Robert-Michon       | Francja           | x     | 62.47 | 59.72 | q        |       |
| 7    | A     | Natalija Fokina-Semenowa   | Ukraina           | 58.37 | 60.61 | 60.36 |          |       |
| 8    | A     | Julia Fischer              | Niemcy            | x     | 58.82 | 60.23 |          |       |
| 9    | A     | Li Wen-hua                 | Chińskie Tajpej   | 58.22 | 59.91 | 58.99 |          |       |
| 10   | A     | Wiera Karmiszyna-Ganiejewa | Rosja             | 59.90 | 49.53 | x     |          |       |
| 11   | A     | Żaneta Glanc               | Polska            | 56.40 | 59.88 | 56.77 |          |       |
| 12   | A     | Aretha Thurmond            | Stany Zjednoczone | 58.38 | 59.39 | 57.81 |          |       |
| 13   | A     | Rocío Comba                | Argentyna         | 55.22 | 55.81 | 58.98 |          |       |
| 14   | A     | Allison Randall            | Jamajka           | 57.16 | 58.06 | x     |          |       |
| 15   | A     | Yaime Pérez                | Kuba              | 57.46 | x     | 57.87 |          |       |
| 16   | A     | Věra Pospíšilová-Cechlová  | Czechy            | 55.00 | x     | x     |          |       |
|      | A     | Darja Piszczalnikowa       | Rosja             | 65.02 | -     | -     | DSQ      |       |

#### Grupa B
| Poz. | Grupa | Zawodniczka             | Reprezentacja     | #1    | #2    | #3    | Rezultat | Uwagi |
| ---- | ----- | ----------------------- | ----------------- | ----- | ----- | ----- | -------- | ----- |
| 1    | B     | Nadine Müller           | Niemcy            | 65.89 | -     | -     | Q        |       |
| 2    | B     | Sandra Perković         | Chorwacja         | 65.74 | -     | -     | Q        |       |
| 3    | B     | Stephanie Brown Trafton | Stany Zjednoczone | x     | 61.09 | 64.89 | Q        |       |
| 4    | B     | Anna Rüh                | Niemcy            | 62.98 | x     | 59.71 | q        |       |
| 5    | B     | Zinaida Sendriūtė       | Litwa             | 61.71 | x     | 62.79 | q        |       |
| 6    | B     | Seema Antil             | Indie             | x     | 61.10 | 61.99 |          |       |
| 7    | B     | Nicoleta Grasu          | Rumunia           | 61.86 | 59.59 | x     |          | SB    |
| 8    | B     | Gia Lewis-Smallwood     | Stany Zjednoczone | x     | 61.44 | 61.25 |          |       |
| 9    | B     | Andressa de Morais      | Brazylia          | x     | x     | 60.94 |          | SB    |
| 10   | B     | Swietłana Sajkina       | Rosja             | 59.76 | 60.67 | x     |          |       |
| 11   | B     | Dragana Tomašević       | Serbia            | 59.32 | 60.53 | 57.68 |          |       |
| 12   | B     | Karen Gallardo          | Chile             | 58.82 | 60.09 | x     |          |       |
| 13   | B     | Denia Caballero         | Kuba              | 57.47 | x     | 58.78 |          |       |
| 14   | B     | Kateryna Karsak         | Ukraina           | x     | x     | 58.64 |          |       |
| 15   | B     | Monique Jansen          | Holandia          | 55.65 | 57.50 | 56.04 |          |       |
| 17   | B     | Swiatłana Siarowa       | Białoruś          | 56.70 | 55.99 | x     |          |       |
| 16   | B     | Irina Rodrigues         | Portugalia        | 57.23 | x     | 55.58 |          |       |
| -    | B     | Tan Jian                | Chiny             | x     | x     | x     |          | NM    |

### Finał
| Poz. | Zawodniczka             | Reprezentacja     | #1    | #2    | #3    | #4    | #5    | #6    | Rezultat | Uwagi |
| ---- | ----------------------- | ----------------- | ----- | ----- | ----- | ----- | ----- | ----- | -------- | ----- |
|      | Sandra Perković         | Chorwacja         | 64.58 | 68.11 | 69.11 | x     | 66.96 | 64.03 | 69.11    | NR    |
|      | Li Yanfeng              | Chiny             | X     | 67.22 | x     | x     | 63.64 | x     | 67.22    |       |
|      | Yarelis Barrios         | Kuba              | 63.97 | 66.38 | 64.84 | 64.06 | x     | 65.21 | 66.38    |       |
| 4    | Nadine Müller           | Niemcy            | 65.71 | 65.06 | x     | 64.16 | 64.35 | 65.94 | 65.94    |       |
| 5    | Mélina Robert-Michon    | Francja           | 62.23 | 61.70 | 62.41 | 62.66 | 63.62 | 63.98 | 63.98    | SB    |
| 6    | Krishna Poonia          | Indie             | 62.42 | x     | 61.61 | x     | 63.62 | 61.31 | 63.62    |       |
| 7    | Stephanie Brown Trafton | Stany Zjednoczone | 63.01 | x     | 59.30 | x     | x     | 61.89 | 63.01    |       |
| 8    | Zinaida Sendriūtė       | Litwa             | 61.68 | x     | x     | -     | -     | -     | 61.68    |       |
| 9    | Anna Rüh                | Niemcy            | 59.95 | x     | 61.36 | -     | -     | -     | 61.36    |       |
| 10   | Ma Xuejun               | Chiny             | 61.02 | x     | 60.72 | -     | -     | -     | 61.02    |       |
| 11   | Dani Samuels            | Australia         | 60.40 | 59.86 | 57.87 | -     | -     | -     | 60.40    |       |
|      | Darja Piszczalnikowa    | Rosja             | 65.19 | 62.07 | 65.06 | 66.42 | 67.56 | 59.13 | 67.56    | DSQ   |